# Logelheim
Logelheim ist eine französische Gemeinde mit 950 Einwohnern (Stand 1. Januar 2022) im Département Haut-Rhin in der Region Grand Est. Sie gehört zum Arrondissement Colmar-Ribeauvillé und ist Mitglied im Gemeindeverband Communauté de communes Alsace Rhin Brisach. Die Bewohner werden Logelheimois und Logelheimoises genannt.
Die Gemeinde erhielt 2022 die Auszeichnung „Eine Blume“, die vom Conseil national des villes et villages fleuris (CNVVF) im Rahmen des jährlichen Wettbewerbs der blumengeschmückten Städte und Dörfer verliehen wird.

## Geografie
Die Gemeinde Logelheim liegt in der Oberrheinebene am Fluss Ill, etwa sieben Kilometer südöstlich von Colmar.
Nachbargemeinden von Logelheim sind Sundhoffen im Norden, Appenwihr im Osten, Hettenschlag im  Südosten sowie Sainte-Croix-en-Plaine im Süden und Westen.

## Geschichte
Um 770 hieß der Ort Lageln. Bekannt ist auch, dass Logelheim 1025 dem Grafen von Habsburg und 1224 der Abtei Ebersmunster unterstellt war. Im Jahr 1444 wurde das Dorf durch die Armagnacs zerstört.
Von 1871 bis zum Ende des Ersten Weltkrieges gehörte Logelheim als Teil des Reichslandes Elsaß-Lothringen zum Deutschen Reich und war dem Kreis Colmar im Bezirk Oberelsaß zugeordnet.

## Bevölkerungsentwicklung
| Jahr                                            | 1910 | 1962 | 1968 | 1975 | 1982 | 1990 | 1999 | 2006 | 2018 |
| ----------------------------------------------- | ---- | ---- | ---- | ---- | ---- | ---- | ---- | ---- | ---- |
| Einwohner                                       | 334  | 290  | 301  | 385  | 395  | 406  | 585  | 802  | 837  |
| Quellen: Gemeindeverzeichnis, Cassini und INSEE |      |      |      |      |      |      |      |      |      |

## Sehenswürdigkeiten
- Pfarrkirche St. Mauritius (Église Saint-Maurice) mit Ursprüngen vermutlich aus dem 15. Jahrhundert, 1832 teilweise neu gebaut
- Ehemaliges Bürgermeisteramt, errichtet 1840

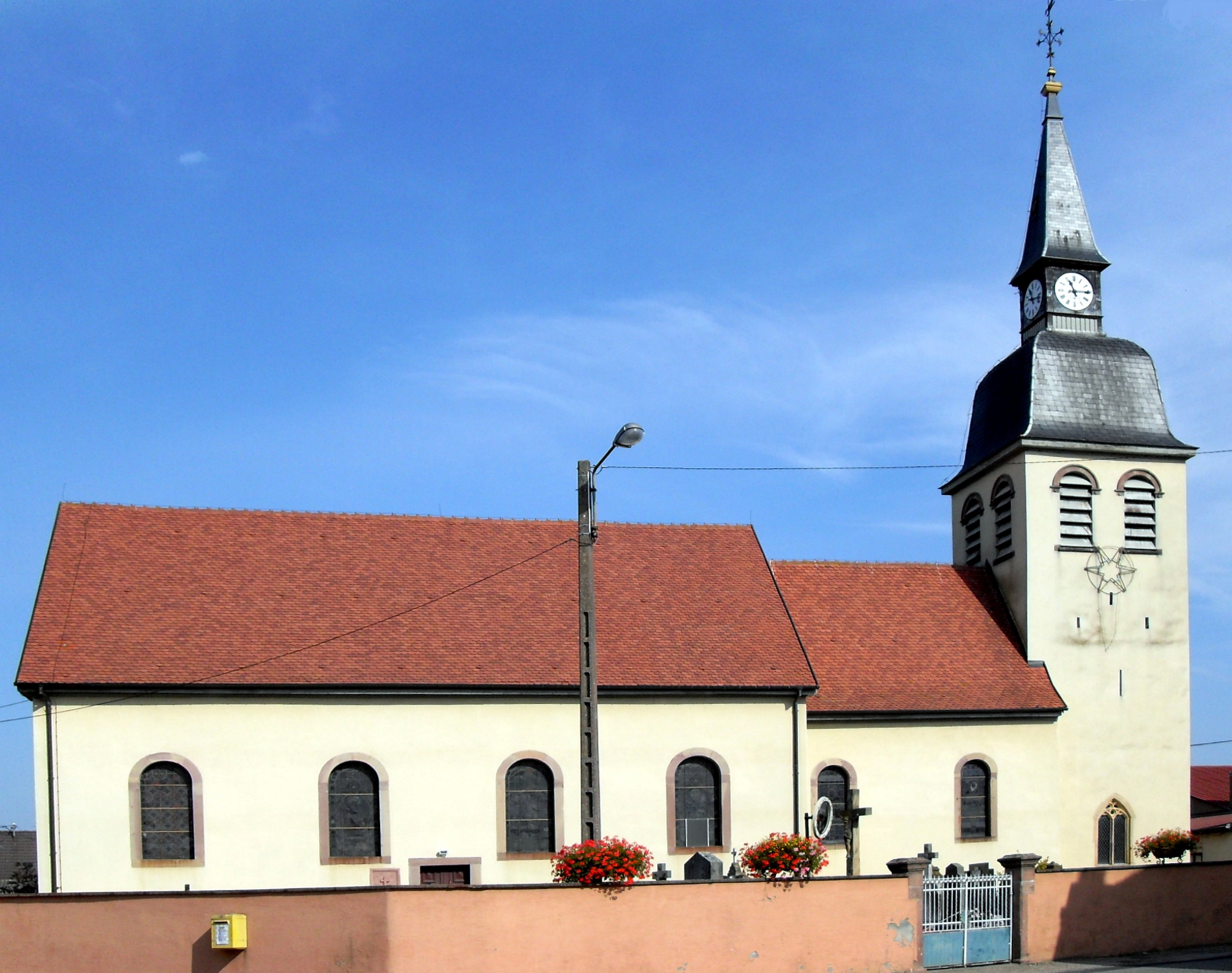
Kirche St. Mauritius

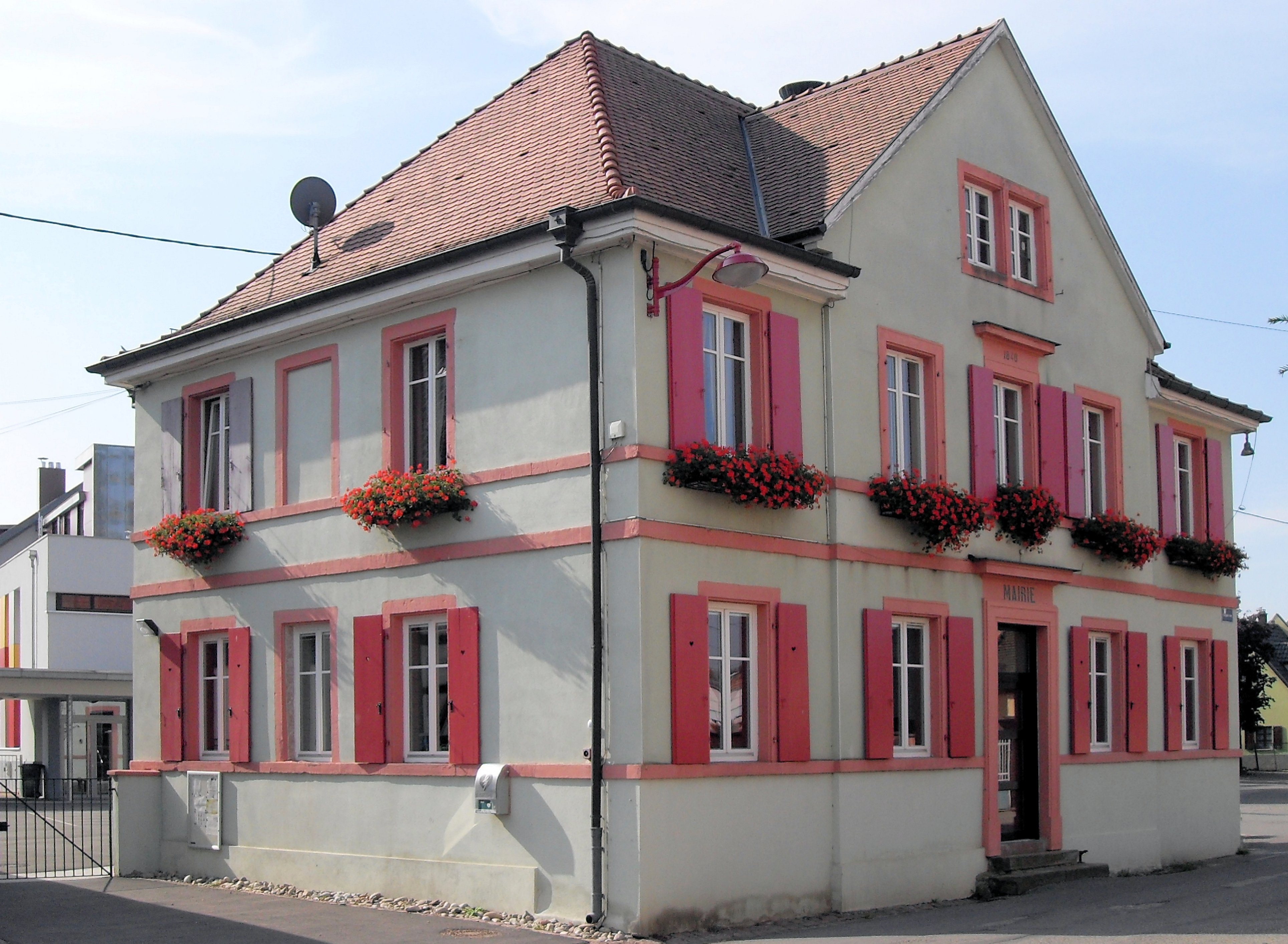
Ehemaliges Bürgermeisteramt

## Regelmäßige Veranstaltungen
Am letzten Oktoberwochenende wird das Fête du potiron, das „Melonenkürbisfest“ durchgeführt. Das keltische Fest findet am letzten Wochenende des Monats Juli statt.